# Stade Pascal Laporte
Stade Pascal Laporte – stadion znajdujący się w Nantes służący do rozgrywania meczów rugby union.
Stadion jest domowym obiektem klubu rugby Stade nantais université club. W czerwcu 2013 roku odbędą się na nim mecze mistrzostw świata juniorów w rugby union.
Stadion powstał w 1920 roku pod nazwą Le Stade de Malville, obecną nazwę zyskał w 1950 roku na cześć związanego z klubem Pascala Laporte. Mieści 1500 widzów, a do MŚ juniorów pojemność ma być zwiększona do 1800 miejsc.